# Torneio de Roland Garros de 2021 - Dia a dia
Estes foram os jogos realizados nas quadras mais importantes a partir do primeiro dia das chaves principais.
Células em lavanda indicam sessão noturna.

## Dia 1 (30 de maio)
- Cabeças de chave eliminados:
  - Simples masculino:  Dominic Thiem [4],  Grigor Dimitrov [16],  Hubert Hurkacz [19],  Daniel Evans [25]
  - Simples feminino:  Angelique Kerber [26]

Ordem dos jogos:
| Quadra Philippe Chatrier    | Quadra Philippe Chatrier | Quadra Philippe Chatrier | Quadra Philippe Chatrier |
| Evento                      | Vencedor(a)/(es/as)      | Derrotado(a)/(os/as)     | Resultado                |
| --------------------------- | ------------------------ | ------------------------ | ------------------------ |
| Simples feminino – 1ª fase  | Naomi Osaka [2]          | Patricia Maria Țig       | 6–4, 7–64                |
| Simples masculino – 1ª fase | Pablo Andújar            | Dominic Thiem [4]        | 4–6, 5–7, 6–3, 6–4, 6–4  |
| Simples feminino – 1ª fase  | Victoria Azarenka [15]   | Svetlana Kuznetsova      | 6–4, 2–6, 6–3            |
| Simples masculino – 1ª fase | Stefanos Tsitsipas [5]   | Jérémy Chardy            | 7–68, 6–3, 6–1           |
| Quadra Suzanne Lenglen      |                          |                          |                          |
| Evento                      | Vencedor(a)/(es/as)      | Derrotado(a)/(os/as)     | Resultado                |
| Simples masculino – 1ª fase | Fabio Fognini [27]       | Grégoire Barrère [WC]    | 6–4, 6–1, 6–4            |
| Simples feminino – 1ª fase  | Petra Kvitová [11]       | Greet Minnen [Q]         | 3, 7–65, 6–1             |
| Simples feminino – 1ª fase  | Aryna Sabalenka [3]      | Ana Konjuh [Q]           | 6–4, 6–3                 |
| Simples masculino – 1ª fase | Alexander Zverev [6]     | Oscar Otte               | 3–6, 3–6, 6–2, 6–2, 6–0  |
| Quadra Simonne Mathieu      |                          |                          |                          |
| Evento                      | Vencedor(a)/(es/as)      | Derrotado(a)/(os/as)     | Resultado                |
| Simples feminino – 1ª fase  | Danka Kovinić            | Clara Burel [WC]         | 6–3, 7–68                |
| Simples masculino – 1ª fase | Márton Fucsovics         | Gilles Simon             | 6–4, 6–1, 7–65           |
| Simples masculino – 1ª fase | Laslo Djere              | Corentin Moutet          | 6–3, 106–7, 7–62, 7–5    |
| Simples feminino – 1ª fase  | Madison Keys [23]        | Océane Dodin [WC]        | 6–3, 3–6, 6–1            |

## Dia 2 (31 de maio)
- Cabeças de chave eliminados:
  - Simples masculino:  David Goffin [13],  Lorenzo Sonego [26]
  - Simples feminino:  Bianca Andreescu [6],  Garbiñe Muguruza [12],  Kiki Bertens [16],  Johanna Konta [19],  Petra Martić [22]

Ordem dos jogos:
| Quadra Philippe Chatrier    | Quadra Philippe Chatrier | Quadra Philippe Chatrier | Quadra Philippe Chatrier |
| Evento                      | Vencedor(a)/(es/as)      | Derrotado(a)/(os/as)     | Resultado                |
| --------------------------- | ------------------------ | ------------------------ | ------------------------ |
| Simples feminino – 1ª fase  | Iga Świątek [8]          | Kaja Juvan               | 6–0, 7–5                 |
| Simples masculino – 1ª fase | Daniil Medvedev [2]      | Alexander Bublik         | 6–3, 6–3, 7–5            |
| Simples masculino – 1ª fase | Roger Federer [8]        | Denis Istomin            | 6–2, 6–4, 6–3            |
| Simples feminino – 1ª fase  | Serena Williams [7]      | Irina-Camelia Begu       | 7–66, 6–2                |
| Quadra Suzanne Lenglen      |                          |                          |                          |
| Evento                      | Vencedor(a)/(es/as)      | Derrotado(a)/(os/as)     | Resultado                |
| Simples masculino – 1ª fase | Jannik Sinner [18]       | Pierre-Hugues Herbert    | 6–1, 4–6, 46–7, 7–5, 6–4 |
| Simples feminino – 1ª fase  | Caroline Garcia          | Laura Siegemund          | 6–3, 6–1                 |
| Simples feminino – 1ª fase  | Sofia Kenin [4]          | Jeļena Ostapenko         | 6–4, 4–6, 6–3            |
| Simples masculino – 1ª fase | Yoshihito Nishioka       | Jo-Wilfried Tsonga       | 6–4, 6–2, 3–6, 7–65      |
| Quadra Simonne Mathieu      |                          |                          |                          |
| Evento                      | Vencedor(a)/(es/as)      | Derrotado(a)/(os/as)     | Resultado                |
| Simples feminino – 1ª fase  | Harmony Tan [WC]         | Alizé Cornet             | 6–4, 6–4                 |
| Simples masculino – 1ª fase | Casper Ruud [15]         | Benoît Paire             | 5–7, 6–2, 6–1, 7–64      |
| Simples masculino – 1ª fase | Marin Čilić              | Arthur Rinderknech [WC]  | 7–66, 6–1, 6–2           |
| Simples feminino – 1ª fase  | Marta Kostyuk            | Garbiñe Muguruza [12]    | 6–1, 6–4                 |

## Dia 3 (1º de junho)
- Cabeças de chave eliminados:
  - Simples masculino:  Andrey Rublev [7],  Félix Auger-Aliassime [20],  Ugo Humbert [29]
  - Simples feminino:  Naomi Osaka [2],  Petra Kvitová [11]
  - Duplas masculinas:  Łukasz Kubot /  Marcelo Melo [8],  Henri Kontinen /  Édouard Roger-Vasselin [12]

Ordem dos jogos:
| Quadra Philippe Chatrier    | Quadra Philippe Chatrier | Quadra Philippe Chatrier      | Quadra Philippe Chatrier |
| Evento                      | Vencedor(a)/(es/as)      | Derrotado(a)/(os/as)          | Resultado                |
| --------------------------- | ------------------------ | ----------------------------- | ------------------------ |
| Simples feminino – 1ª fase  | Elina Svitolina [5]      | Océane Babel [WC]             | 6–2, 7–5                 |
| Simples feminino – 1ª fase  | Ashleigh Barty [1]       | Bernarda Pera                 | 6–4, 3–6, 6–2            |
| Simples masculino – 1ª fase | Rafael Nadal [3]         | Alexei Popyrin                | 6–3, 6–2, 7–63           |
| Simples masculino – 1ª fase | Novak Djokovic [1]       | Tennys Sandgren               | 6–2, 6–4, 6–2            |
| Quadra Suzanne Lenglen      |                          |                               |                          |
| Evento                      | Vencedor(a)/(es/as)      | Derrotado(a)/(os/as)          | Resultado                |
| Simples feminino – 1ª fase  | Fiona Ferro              | Liang En-shuo [Q]             | 6–1, 1–6, 6–4            |
| Simples masculino – 1ª fase | Gaël Monfils [14]        | Albert Ramos Viñolas          | 1–6, 7–66, 6–4, 6–4      |
| Simples masculino – 1ª fase | Richard Gasquet          | Hugo Gaston [WC]              | 6–1, 6–4, 6–2            |
| Simples feminino – 1ª fase  | Karolína Plíšková [9]    | Donna Vekić                   | 7–5, 6–4                 |
| Quadra Simonne Mathieu      |                          |                               |                          |
| Evento                      | Vencedor(a)/(es/as)      | Derrotado(a)/(os/as)          | Resultado                |
| Simples masculino – 1ª fase | Ričardas Berankis        | Ugo Humbert [29]              | 6–4, 6–4, 2–6, 6–4       |
| Simples feminino – 1ª fase  | Kristina Mladenovic      | Anna Karolína Schmiedlová [Q] | 6–4, 6–0                 |
| Simples masculino – 1ª fase | Matteo Berrettini [9]    | Taro Daniel [Q]               | 6–0, 6–4, 4–6, 6–4       |
| Simples feminino – 1ª fase  | Sloane Stephens          | Carla Suárez Navarro          | 3–6, 7–63, 6–4           |

## Dia 4 (2 de junho)
- Cabeças de chave eliminados:
  - Simples masculino:  Roberto Bautista Agut [11],  Karen Khachanov [23]
  - Simples feminino:  Belinda Bencic [10],  Veronika Kudermetova [29]
  - Duplas masculinas:  Nikola Mektić /  Mate Pavić [1]
  - Duplas femininas:  Alexa Guarachi /  Desirae Krawczyk [5],  Tímea Babos /  Vera Zvonareva [7]

Ordem dos jogos:
| Quadra Philippe Chatrier    | Quadra Philippe Chatrier | Quadra Philippe Chatrier   | Quadra Philippe Chatrier |
| Evento                      | Vencedor(a)/(es/as)      | Derrotado(a)/(os/as)       | Resultado                |
| --------------------------- | ------------------------ | -------------------------- | ------------------------ |
| Simples feminino – 2ª fase  | Markéta Vondroušová [20] | Harmony Tan [WC]           | 6–1, 6–3                 |
| Simples masculino – 2ª fase | Kei Nishikori            | Karen Khachanov [23]       | 4–6, 6–2, 2–6, 6–4, 6–4  |
| Simples feminino – 2ª fase  | Serena Williams [7]      | Mihaela Buzărnescu [PR]    | 6–3, 5–7, 6–1            |
| Simples masculino – 2ª fase | Daniil Medvedev [2]      | Tommy Paul                 | 3–6, 6–1, 6–4, 6–3       |
| Quadra Suzanne Lenglen      |                          |                            |                          |
| Evento                      | Vencedor(a)/(es/as)      | Derrotado(a)/(os/as)       | Resultado                |
| Simples masculino – 2ª fase | Alexander Zverev [6]     | Roman Safiullin [Q]        | 7–6t4, 6–3, 7–61         |
| Simples feminino – 2ª fase  | Polona Hercog            | Caroline Garcia            | 7–5, 6–4                 |
| Simples masculino – 2ª fase | Stefanos Tsitsipas [5]   | Pedro Martínez             | 6–3, 6–4, 6–3            |
| Simples feminino – 2ª fase  | Aryna Sabalenka [3]      | Aliaksandra Sasnovich      | 7–5, 6–3                 |
| Quadra Simonne Mathieu      |                          |                            |                          |
| Evento                      | Vencedor(a)/(es/as)      | Derrotado(a)/(os/as)       | Resultado                |
| Simples feminino – 2ª fase  | Daria Kasatkina          | Belinda Bencic [10]        | 6–2, 6–2                 |
| Simples masculino – 2ª fase | Henri Laaksonen [Q]      | Roberto Bautista Agut [11] | 6–3, 2–6, 6–3, 6–2       |
| Simples feminino – 2ª fase  | Victoria Azarenka [15]   | Clara Tauson               | 7–5, 6–4                 |
| Simples masculino – 2ª fase | Pablo Carreño Busta [12] | Enzo Couacaud [WC]         | 2–6, 6–3, 6–4, 6–4       |

## Dia 5 (3 de junho)
- Cabeças de chave eliminados:
  - Simples masculino:  Gaël Monfils [14],  Alex de Minaur [21],  Aslan Karatsev [24],  Nikoloz Basilashvili [28],  Taylor Fritz [30]
  - Simples feminino:  Ashleigh Barty [1],  Karolína Plíšková [9],  Ekaterina Alexandrova [32]
  - Duplas masculinas:  Marcel Granollers /  Horacio Zeballos [4],  Ivan Dodig /  Filip Polášek [5],  Jérémy Chardy /  Fabrice Martin [13],  Raven Klaasen /  Ben McLachlan [15]

Ordem dos jogos:
| Quadra Philippe Chatrier    | Quadra Philippe Chatrier | Quadra Philippe Chatrier | Quadra Philippe Chatrier |
| Evento                      | Vencedor(a)/(es/as)      | Derrotado(a)/(os/as)     | Resultado                |
| --------------------------- | ------------------------ | ------------------------ | ------------------------ |
| Simples feminino – 2ª fase  | Magda Linette            | Ashleigh Barty [1]       | 6–1, 2–2, ab.            |
| Simples feminino – 2ª fase  | Sloane Stephens          | Karolína Plíšková [9]    | 7–5, 6–1                 |
| Simples masculino – 2ª fase | Roger Federer [8]        | Marin Čilić              | 6–2, 2–6, 7–64, 6–2      |
| Simples masculino – 2ª fase | Rafael Nadal [3]         | Richard Gasquet          | 6–0, 7–5, 6–2            |
| Quadra Suzanne Lenglen      |                          |                          |                          |
| Evento                      | Vencedor(a)/(es/as)      | Derrotado(a)/(os/as)     | Resultado                |
| Simples feminino – 2ª fase  | Elina Svitolina [5]      | Ann Li                   | 6–0, 6–4                 |
| Simples masculino – 2ª fase | Mikael Ymer              | Gaël Monfils [14]        | 6–0, 2–6, 6–4, 6–3       |
| Simples masculino – 2ª fase | Novak Djokovic [1]       | Pablo Cuevas             | 6–3, 6–2, 6–4            |
| Simples feminino – 2ª fase  | Anett Kontaveit [30]     | Kristina Mladenovic      | 6–2, 6–0                 |
| Quadra Simonne Mathieu      |                          |                          |                          |
| Evento                      | Vencedor(a)/(es/as)      | Derrotado(a)/(os/as)     | Resultado                |
| Simples masculino – 2ª fase | Matteo Berrettini [9]    | Federico Coria           | 6–3, 6–3, 6–2            |
| Simples masculino – 2ª fase | Jannik Sinner [18]       | Gianluca Mager           | 6–1, 7–5, 3–6, 6–3       |
| Simples feminino – 2ª fase  | Jennifer Brady [13]      | Fiona Ferro              | 6–4, 2–6, 7–5            |
| Simples feminino – 2ª fase  | Iga Świątek [8]          | Rebecca Peterson         | 6–1, 6–1                 |

## Dia 6 (4 de junho)
- Cabeças de chave eliminados:
  - Simples masculino:  Casper Ruud [15],  Fabio Fognini [27],  John Isner [31],  Reilly Opelka [32]
  - Simples feminino:  Aryna Sabalenka [3],  Madison Keys [23]
  - Duplas masculinas:  Rajeev Ram /  Joe Salisbury [3],  John Peers /  Michael Venus [10],  Marcus Daniell /  Philipp Oswald [16]
  - Duplas femininas:  Yifan Xu /  Shuai Zhang [8],  Nadiia Kichenok /  Raluca Olaru [16]
  - Duplas mistas:  Yifan Xu /  Bruno Soares [4]

Ordem dos jogos:
| Quadra Philippe Chatrier    | Quadra Philippe Chatrier      | Quadra Philippe Chatrier | Quadra Philippe Chatrier |
| Evento                      | Vencedor(a)/(es/as)           | Derrotado(a)/(os/as)     | Resultado                |
| --------------------------- | ----------------------------- | ------------------------ | ------------------------ |
| Simples feminino – 3ª fase  | Victoria Azarenka [15]        | Madison Keys [23]        | 6–2, 6–2                 |
| Simples masculino – 3ª fase | Alexander Zverev [6]          | Laslo Djere              | 6–2, 7–5, 6–2            |
| Simples feminino – 3ª fase  | Serena Williams [7]           | Danielle Collins         | 6–4, 6–4                 |
| Simples masculino – 3ª fase | Stefanos Tsitsipas [5]        | John Isner [31]          | 5–7, 6–3, 7–63, 6–1      |
| Quadra Suzanne Lenglen      |                               |                          |                          |
| Evento                      | Vencedor(a)/(es/as)           | Derrotado(a)/(os/as)     | Resultado                |
| Simples feminino – 3ª fase  | Elena Rybakina [21]           | Elena Vesnina [PR]       | 6–1, 6–4                 |
| Simples masculino – 3ª fase | Federico Delbonis             | Fabio Fognini [27]       | 6–4, 6–1, 6–3            |
| Simples masculino – 3ª fase | Daniil Medvedev [2]           | Reilly Opelka [32]       | 6–4, 6–2, 6–4            |
| Simples feminino – 3ª fase  | Markéta Vondroušová [20]      | Polona Hercog            | 6–3, 6–3                 |
| Quadra Simonne Mathieu      |                               |                          |                          |
| Evento                      | Vencedor(a)/(es/as)           | Derrotado(a)/(os/as)     | Resultado                |
| Simples feminino – 3ª fase  | Anastasia Pavlyuchenkova [31] | Aryna Sabalenka [3]      | 6–4, 2–6, 6–0            |
| Simples masculino – 3ª fase | Kei Nishikori                 | Henri Laaksonen [Q]      | 7–5, ab.                 |
| Simples masculino – 3ª fase | Pablo Carreño Busta [12]      | Steve Johnson            | 6–4, 6–4, 6–2            |
| Simples feminino – 3ª fase  | Paula Badosa [33]             | Ana Bogdan               | 2–6, 7–64, 6–4           |

## Dia 7 (5 de junho)
- Cabeças de chave eliminados:
  - Simples feminino:  Elina Svitolina [5],  Jennifer Brady [13],  Elise Mertens [14],  Karolína Muchová [18],  Jessica Pegula [28],  Anett Kontaveit [30]
  - Duplas masculinas:  Jamie Murray /  Bruno Soares [7],  Wesley Koolhof /  Jean-Julien Rojer [11]
  - Duplas femininas:  Shuko Aoyama /  Ena Shibahara [4],  Monica Niculescu /  Jeļena Ostapenko [12],  Ellen Perez /  Zheng Saisai [13]

Ordem dos jogos:
| Quadra Philippe Chatrier    | Quadra Philippe Chatrier | Quadra Philippe Chatrier   | Quadra Philippe Chatrier |
| Evento                      | Vencedor(a)/(es/as)      | Derrotado(a)/(os/as)       | Resultado                |
| --------------------------- | ------------------------ | -------------------------- | ------------------------ |
| Simples feminino – 3ª fase  | Barbora Krejčíková       | Elina Svitolina [5]        | 6–3, 6–2                 |
| Simples masculino – 3ª fase | Novak Djokovic [1]       | Ričardas Berankis          | 6–1, 6–4, 6–1            |
| Simples feminino – 3ª fase  | Iga Świątek [8]          | Anett Kontaveit [30]       | 7–64, 6–0                |
| Simples masculino – 3ª fase | Roger Federer [8]        | Dominik Koepfer            | 7–65, 36–7, 7–64, 7–5    |
| Quadra Suzanne Lenglen      |                          |                            |                          |
| Evento                      | Vencedor(a)/(es/as)      | Derrotado(a)/(os/as)       | Resultado                |
| Simples masculino – 3ª fase | Diego Schwartzman [10]   | Philipp Kohlschreiber [PR] | 6–4, 6–2, 6–1            |
| Simples feminino – 3ª fase  | Sofia Kenin [4]          | Jessica Pegula [28]        | 4–6, 6–1, 6–4            |
| Simples masculino – 3ª fase | Rafael Nadal [3]         | Cameron Norrie             | 6–3, 6–3, 6–3            |
| Simples feminino – 3ª fase  | Coco Gauff [24]          | Jennifer Brady [13]        | 6–1, ab.                 |
| Quadra Simonne Mathieu      |                          |                            |                          |
| Evento                      | Vencedor(a)/(es/as)      | Derrotado(a)/(os/as)       | Resultado                |
| Simples feminino – 3ª fase  | Sloane Stephens          | Karolína Muchová [18]      | 6–3, 7–5                 |
| Simples masculino – 3ª fase | Jan-Lennard Struff       | Carlos Alcaraz [Q]         | 6–4, 7–63, 6–2           |
| Simples feminino – 3ª fase  | Maria Sakkari [17]       | Elise Mertens [14]         | 7–5, 26–7, 6–2           |
| Simples masculino – 3ª fase | Matteo Berrettini [9]    | Kwon Soon-woo              | 7–66, 6–3, 6–4           |

## Dia 8 (6 de junho)
- Cabeças de chave eliminados:
  - Simples masculino:  Pablo Carreño Busta [12],  Cristian Garín [22]
  - Simples feminino:  Serena Williams [7],  Victoria Azarenka [15],  Markéta Vondroušová [20]
  - Duplas femininas:  Hsieh Su-wei /  Elise Mertens [1]

Ordem dos jogos:
| Quadra Philippe Chatrier         | Quadra Philippe Chatrier                    | Quadra Philippe Chatrier           | Quadra Philippe Chatrier |
| Evento                           | Vencedor(a)/(es/as)                         | Derrotado(a)/(os/as)               | Resultado                |
| -------------------------------- | ------------------------------------------- | ---------------------------------- | ------------------------ |
| Simples feminino – 4ª fase       | Anastasia Pavlyuchenkova [31]               | Victoria Azarenka [15]             | 5–7, 6–3, 6–2            |
| Simples masculino – 4ª fase      | Stefanos Tsitsipas [5]                      | Pablo Carreño Busta [12]           | 6–3, 6–2, 7–5            |
| Simples feminino – 4ª fase       | Elena Rybakina [21]                         | Serena Williams [7]                | 6–3, 7–5                 |
| Simples masculino – 4ª fase      | Alexander Zverev [6]                        | Kei Nishikori                      | 6–4, 6–1, 6–1            |
| Quadra Suzanne Lenglen           |                                             |                                    |                          |
| Evento                           | Vencedor(a)/(es/as)                         | Derrotado(a)/(os/as)               | Resultado                |
| Simples feminino – 4ª fase       | Tamara Zidanšek                             | Sorana Cîrstea                     | 7–64, 6–1                |
| Simples feminino – 4ª fase       | Paula Badosa [33]                           | Markéta Vondroušová [20]           | 6–4, 3–6, 6–2            |
| Simples masculino – 4ª fase      | Daniil Medvedev [2]                         | Cristian Garín [22]                |                          |
| Simples masculino – 4ª fase      | Alejandro Davidovich Fokina                 | Federico Delbonis                  | 6–4, 6–4, 4–6, 6–4       |
| Quadra Simonne Mathieu           |                                             |                                    |                          |
| Evento                           | Vencedor(a)/(es/as)                         | Derrotado(a)/(os/as)               | Resultado                |
| Duplas femininas – 3ª fase       | Irina-Camelia Begu Nadia Podoroska          | Clara Burel Chloé Paquet           | 6–3, 6–1                 |
| Duplas femininas – 3ª fase       | Bethanie Mattek-Sands [14] Iga Świątek [14] | Hsieh Su-wei [1] Elise Mertens [1] | 5–7, 6–4, 7–5            |
| Duplas masculinas – 3ª fase      | Pierre-Hugues Herbert [6] Nicolas Mahut [6] | Robin Haase Jan-Lennard Struff     | 0–6, 6–3, 7–65           |
| Duplas mistas – Quartas de final | Demi Schuurs [3] Wesley Koolhof [3]         | Alexa Guarachi Neal Skupski        | 6–4, 3–6, [10–5]         |
| Duplas masculinas – 3ª fase      | Hugo Nys Tim Pütz                           | Romain Arneodo Benoît Paire        | 6–4, 6–4                 |

## Dia 9 (7 de junho)
- Cabeças de chave eliminados:
  - Simples masculino:  Jannik Sinner [18]
  - Simples feminino:  Sofia Kenin [4],  Ons Jabeur [25]
  - Duplas femininas:  Nicole Melichar /  Demi Schuurs [3],  Chan Hao-ching /  Latisha Chan [6],  Sharon Fichman /  Giuliana Olmos [9]
  - Duplas mistas:  Barbora Krejčíková /  Filip Polášek [1],  Nicole Melichar /  Rajeev Ram [2]

Ordem dos jogos:
| Quadra Philippe Chatrier             | Quadra Philippe Chatrier                | Quadra Philippe Chatrier                 | Quadra Philippe Chatrier       |
| Evento                               | Vencedor(a)/(es/as)                     | Derrotado(a)/(os/as)                     | Resultado                      |
| ------------------------------------ | --------------------------------------- | ---------------------------------------- | ------------------------------ |
| Simples feminino – 4ª fase           | Coco Gauff [24]                         | Ons Jabeur [25]                          | 6–3, 6–1                       |
| Simples masculino – 4ª fase          | Novak Djokovic [1]                      | Lorenzo Musetti                          | 76–7, 26–7, 6–1, 6–0, 4–0, ab. |
| Simples masculino – 4ª fase          | Rafael Nadal [3]                        | Jannik Sinner [18]                       | 7–5, 6–3, 6–0                  |
| Simples feminino – 4ª fase           | Iga Świątek [8]                         | Marta Kostyuk                            | 6–3, 6–4                       |
| Quadra Suzanne Lenglen               |                                         |                                          |                                |
| Evento                               | Vencedor(a)/(es/as)                     | Derrotado(a)/(os/as)                     | Resultado                      |
| Simples feminino – 4ª fase           | Barbora Krejčíková                      | Sloane Stephens                          | 6–2, 6–0                       |
| Simples masculino – 4ª fase          | Diego Schwartzman [10]                  | Jan-Lennard Struff                       | 7–69, 6–4, 7–5                 |
| Simples feminino – 4ª fase           | Maria Sakkari [17]                      | Sofia Kenin [4]                          | 6–1, 6–3                       |
| Duplas mistas – Quartas de final     | Elena Vesnina [PR] Aslan Karatsev [PR]  | Nicole Melichar [2] Rajeev Ram [2]       | 36–7, 6–2, [10–8]              |
| Quadra Simonne Mathieu               |                                         |                                          |                                |
| Evento                               | Vencedor(a)/(es/as)                     | Derrotado(a)/(os/as)                     | Resultado                      |
| Duplas femininas – 3ª fase           | Petra Martić Shelby Rogers              | Sharon Fichman [9] Giuliana Olmos [9]    | 3–6, 6–1, 6–3                  |
| Duplas femininas – 3ª fase           | Anastasia Pavlyuchenkova Elena Rybakina | Nicole Melichar [3] Demi Schuurs [3]     | 6–4, 6–3                       |
| Duplas mistas – Quartas de final     | Giuliana Olmos Juan Sebastián Cabal     | Barbora Krejčíková [1] Filip Polášek [1] | 6–2, 5–7, [12–10]              |
| Duplas masculinas – Quartas de final | Alexander Bublik Andrey Golubev         | Hugo Nys Tim Pütz                        | 6–4, 6–4                       |

## Dia 10 (8 de junho)
- Cabeças de chave eliminados:
  - Simples masculino:  Daniil Medvedev [2]
  - Simples feminino:  Elena Rybakina [21],  Paula Badosa [33]
  - Duplas masculinas:  Kevin Krawietz /  Horia Tecău [9]
  - Duplas femininas:  Darija Jurak /  Andreja Klepač [11]
  - Duplas mistas:  Demi Schuurs /  Wesley Koolhof [3]

Ordem dos jogos:
| Quadra Philippe Chatrier             | Quadra Philippe Chatrier                      | Quadra Philippe Chatrier              | Quadra Philippe Chatrier |
| Evento                               | Vencedor(a)/(es/as)                           | Derrotado(a)/(os/as)                  | Resultado                |
| ------------------------------------ | --------------------------------------------- | ------------------------------------- | ------------------------ |
| Simples feminino – Quartas de final  | Tamara Zidanšek                               | Paula Badosa [31]                     | 7–5, 4–6, 8–6            |
| Simples feminino – Quartas de final  | Anastasia Pavlyuchenkova [31]                 | Elena Rybakina [21]                   | 26–7, 6–2, 9–7           |
| Simples masculino – Quartas de final | Alexander Zverev [6]                          | Alejandro Davidovich Fokina           | 6–4, 6–1, 6–1            |
| Simples masculino – Quartas de final | Stefanos Tsitsipas                            | Daniil Medvedev [2]                   | 6–3, 7–63, 7–5           |
| Quadra Suzanne Lenglen               |                                               |                                       |                          |
| Evento                               | Vencedor(a)/(es/as)                           | Derrotado(a)/(os/as)                  | Resultado                |
| Duplas masculinas – Quartas de final | Juan Sebastián Cabal [2] Robert Farah [2]     | Kevin Krawietz [9] Horia Tecău [9]    | 6–2, 36–7, 7–5           |
| Duplas masculinas – Quartas de final | Pierre-Hugues Herbert [6] Nicolas Mahut [6]   | Tomislav Brkić Nikola Čačić           | 7–65, 6–1                |
| Duplas mistas – Semifinais           | Desirae Krawczyk Joe Salisbury                | Giuliana Olmos Juan Sebastián Cabal   | w.o.                     |
| Quadra Simonne Mathieu               |                                               |                                       |                          |
| Evento                               | Vencedor(a)/(es/as)                           | Derrotado(a)/(os/as)                  | Resultado                |
| Duplas femininas – Quartas de final  | Barbora Krejčíková [2] Kateřina Siniaková [2] | Karolína Plíšková Kristýna Plíšková   | 6–4, 6–4                 |
| Duplas femininas – Quartas de final  | Bethanie Mattek-Sands [14] Iga Świątek [14]   | Darija Jurak [11] Andreja Klepač [11] | 6–3, 6–2                 |
| Duplas mistas – Semifinais           | Elena Vesnina Aslan Karatsev                  | Demi Schuurs [3] Wesley Koolhof [3]   | 6–4, 6–1                 |

## Dia 11 (9 de junho)
- Cabeças de chave eliminados:
  - Simples masculino:  Matteo Berrettini [9],  Diego Schwartzman [10]
  - Simples feminino:  Iga Świątek [8],  Coco Gauff [24]

Ordem dos jogos:
| Quadra Philippe Chatrier             | Quadra Philippe Chatrier           | Quadra Philippe Chatrier                | Quadra Philippe Chatrier |
| Evento                               | Vencedor(a)/(es/as)                | Derrotado(a)/(os/as)                    | Resultado                |
| ------------------------------------ | ---------------------------------- | --------------------------------------- | ------------------------ |
| Simples feminino – Quartas de final  | Barbora Krejčíková                 | Coco Gauff [24]                         | 7–66, 6–3                |
| Simples feminino – Quartas de final  | Maria Sakkari [17]                 | Iga Świątek [8]                         | 6–4, 6–4                 |
| Simples masculino – Quartas de final | Rafael Nadal [3]                   | Diego Schwartzman [10]                  | 6–3, 4–6, 6–4, 6–0       |
| Simples masculino – Quartas de final | Novak Djokovic [1]                 | Matteo Berrettini [9]                   | 6–3, 6–2, 56–7, 7–5      |
| Quadra Simonne Mathieu               |                                    |                                         |                          |
| Evento                               | Vencedor(a)/(es/as)                | Derrotado(a)/(os/as)                    | Resultado                |
| Duplas femininas – Quartas de final  | Irina-Camelia Begu Nadia Podoroska | Petra Martić Shelby Rogers              | 6–3, 4–6, 6–2            |
| Duplas femininas – Quartas de final  | Magda Linette Bernarda Pera        | Anastasia Pavlyuchenkova Elena Rybakina | 7–5, 4–6, 6–2            |

## Dia 12 (10 de junho)
- Cabeças de chave eliminados:
  - Simples feminino:  Maria Sakkari [17]
  - Duplas masculinas:  Juan Sebastián Cabal /  Robert Farah [2]

Ordem dos jogos:
| Quadra Philippe Chatrier       | Quadra Philippe Chatrier                    | Quadra Philippe Chatrier                  | Quadra Philippe Chatrier |
| Evento                         | Vencedor(a)/(es/as)                         | Derrotado(a)/(os/as)                      | Resultado                |
| ------------------------------ | ------------------------------------------- | ----------------------------------------- | ------------------------ |
| Duplas mistas – Final          | Desirae Krawczyk Joe Salisbury              | Elena Vesnina Aslan Karatsev              | 2–6, 6–4, [10–5]         |
| Simples feminino – Semifinais  | Anastasia Pavlyuchenkova [31]               | Tamara Zidanšek                           | 7–5, 6–3                 |
| Simples feminino – Semifinais  | Barbora Krejčíková                          | Maria Sakkari [17]                        | 7–5, 4–6, 9–7            |
| Quadra Simonne Mathieu         |                                             |                                           |                          |
| Evento                         | Vencedor(a)/(es/as)                         | Derrotado(a)/(os/as)                      | Resultado                |
| Duplas masculinas – Semifinais | Alexander Bublik Andrey Golubev             | Pablo Andújar Pedro Martínez              | 1–6, 6–4, 6–4            |
| Duplas masculinas – Semifinais | Pierre-Hugues Herbert [6] Nicolas Mahut [6] | Juan Sebastián Cabal [2] Robert Farah [2] | 26–7, 7–62, 6–4          |

## Dia 13 (11 de junho)
- Cabeças de chave eliminados:
  - Simples masculino:  Rafael Nadal [3],  Alexander Zverev [6]

Ordem dos jogos:
| Quadra Philippe Chatrier       | Quadra Philippe Chatrier                      | Quadra Philippe Chatrier           | Quadra Philippe Chatrier |
| Evento                         | Vencedor(a)/(es/as)                           | Derrotado(a)/(os/as)               | Resultado                |
| ------------------------------ | --------------------------------------------- | ---------------------------------- | ------------------------ |
| Simples masculino – Semifinais | Stefanos Tsitsipas [5]                        | Alexander Zverev [6]               | 6–3, 6–3, 4–6, 4–6, 6–3  |
| Simples feminino – Semifinais  | Novak Djokovic [1]                            | Rafael Nadal [3]                   | 3–6, 6–3, 7–64, 6–2      |
| Quadra Simonne Mathieu         |                                               |                                    |                          |
| Evento                         | Vencedor(a)/(es/as)                           | Derrotado(a)/(os/as)               | Resultado                |
| Duplas femininas – Semifinais  | Barbora Krejčíková [2] Kateřina Siniaková [2] | Magda Linette Bernarda Pera        | 6–1, 6–2                 |
| Duplas femininas – Semifinais  | Bethanie Mattek-Sands [14] Iga Świątek [14]   | Irina-Camelia Begu Nadia Podoroska | 6–3, 6–4                 |

## Dia 14 (12 de junho)
- Cabeças de chave eliminados:
  - Simples feminino:  Anastasia Pavlyuchenkova [31]

Ordem dos jogos:
| Quadra Philippe Chatrier  | Quadra Philippe Chatrier                    | Quadra Philippe Chatrier        | Quadra Philippe Chatrier |
| Evento                    | Vencedor(a)/(es/as)                         | Derrotado(a)/(os/as)            | Resultado                |
| ------------------------- | ------------------------------------------- | ------------------------------- | ------------------------ |
| Simples feminino – Final  | Barbora Krejčíková                          | Anastasia Pavlyuchenkova [31]   | 6–1, 2–6, 6–4            |
| Duplas masculinas – Final | Pierre-Hugues Herbert [6] Nicolas Mahut [6] | Alexander Bublik Andrey Golubev | 4–6, 7–61, 6–4           |

## Dia 15 (13 de junho)
- Cabeças de chave eliminados:
  - Simples masculino:  Stefanos Tsitsipas [5]
  - Duplas femininas:  Bethanie Mattek-Sands /  Iga Świątek [14]

Ordem dos jogos:
| Quadra Philippe Chatrier  | Quadra Philippe Chatrier                      | Quadra Philippe Chatrier                    | Quadra Philippe Chatrier |
| Evento                    | Vencedor(a)/(es/as)                           | Derrotado(a)/(os/as)                        | Resultado                |
| ------------------------- | --------------------------------------------- | ------------------------------------------- | ------------------------ |
| Duplas femininas – Final  | Barbora Krejčíková [2] Kateřina Siniaková [2] | Bethanie Mattek-Sands [14] Iga Świątek [14] | 6–4, 6–2                 |
| Simples masculino – Final | Novak Djokovic [1]                            | Stefanos Tsitsipas [5]                      | 66–7, 2–6, 6–3, 6–2, 6–4 |